# Sofia Samatar

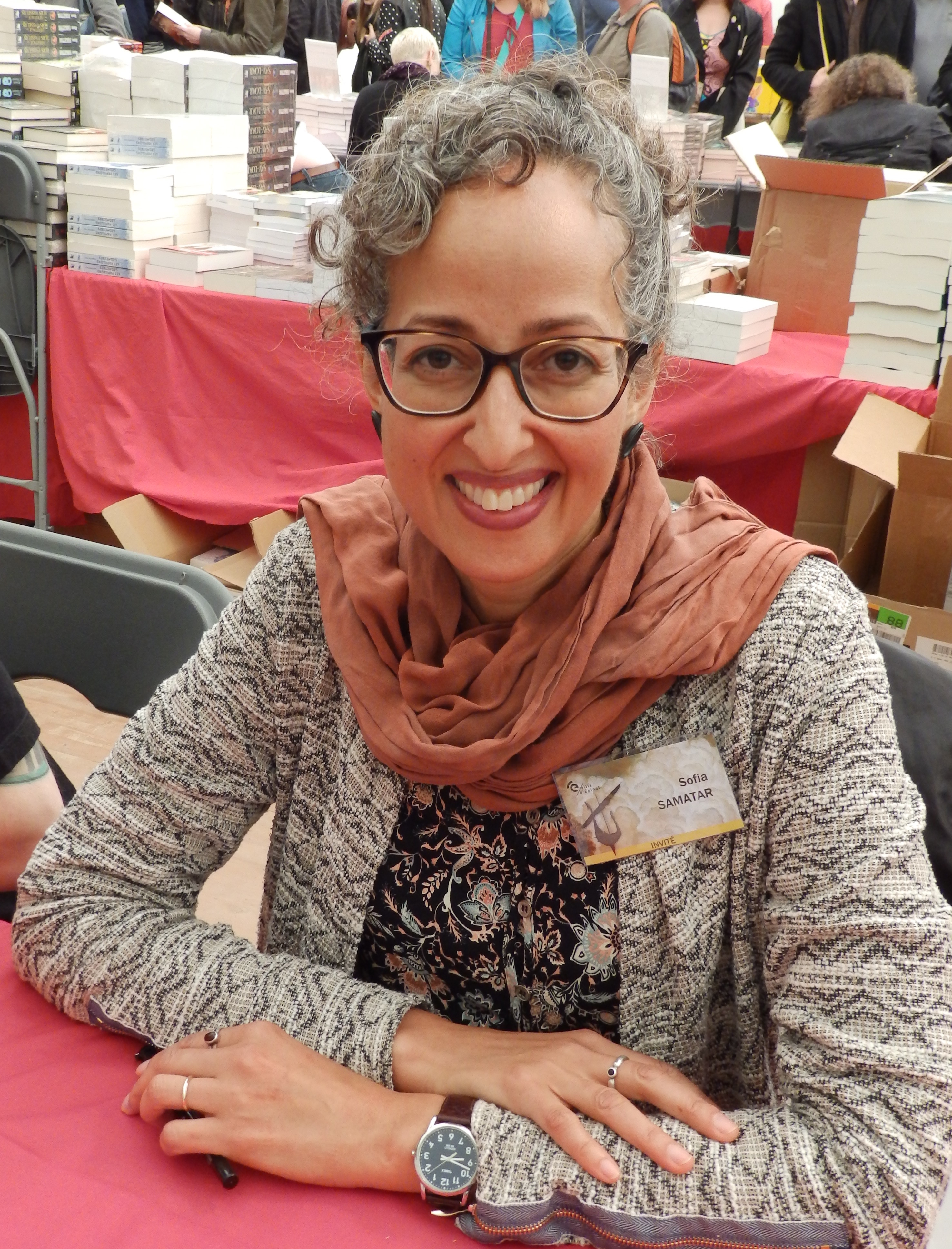
Sofia Samatar 2017.

Sofia Samatar, född den 24 oktober 1971, är en amerikansk fantasyförfattare. Hennes debutroman A Stranger in Olondria (2013) fick ett positivt mottagande av såväl genremagasinet Locus  som The Guardian, där den utsågs till en av 2013 års bästa sf-romaner.

## Priser och utmärkelser
A Stranger in Olondria nominerades till en Nebula Award för 2013 års bästa roman. Novellen Selkie Stories Are for Losers nominerades 2014 till en Hugo för bästa novell. Hon vann samma år priset John W. Campbell Award för bästa nykomling inom science fiction och fantasy.